# William Bruce Davis

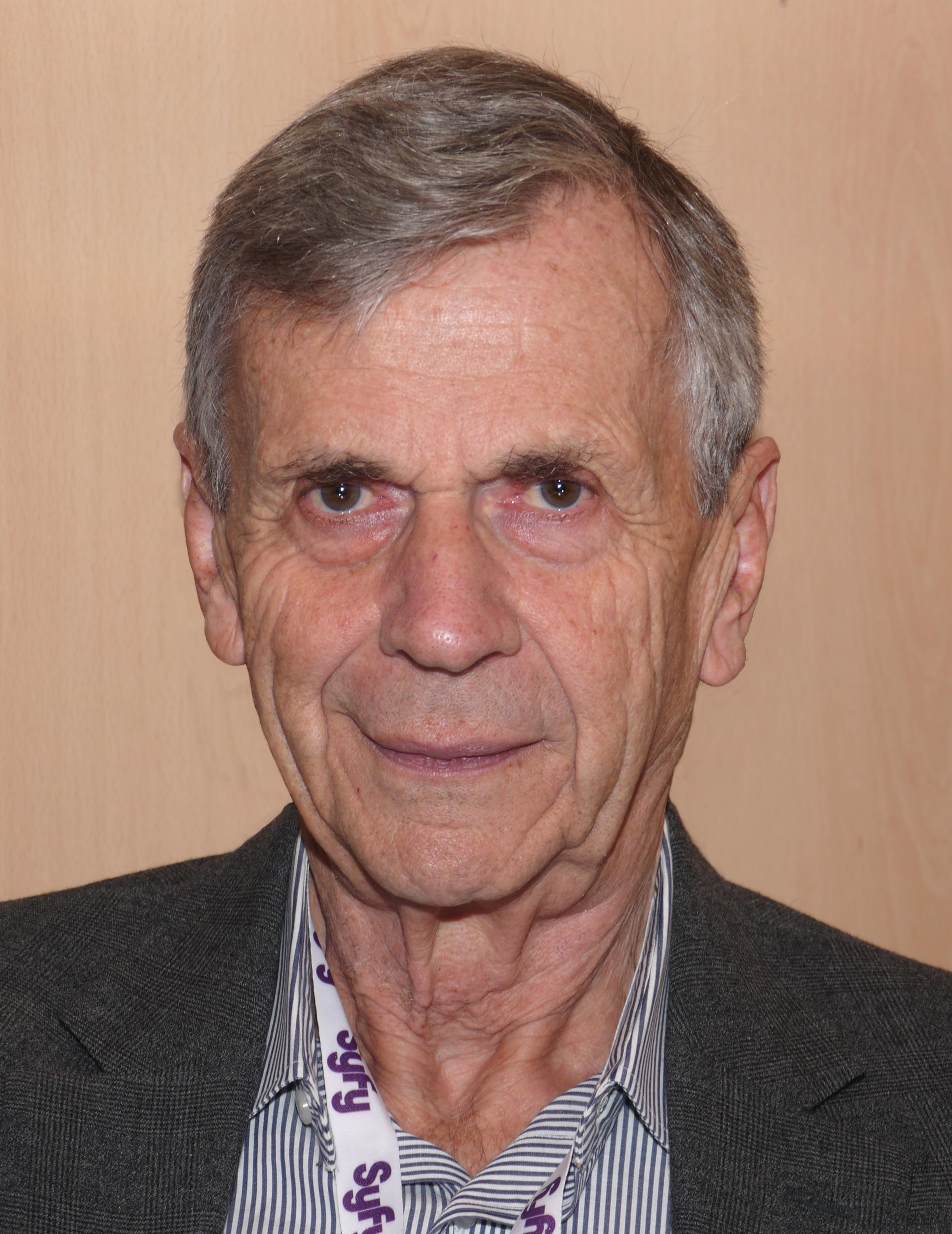
William Bruce Davis (2011)

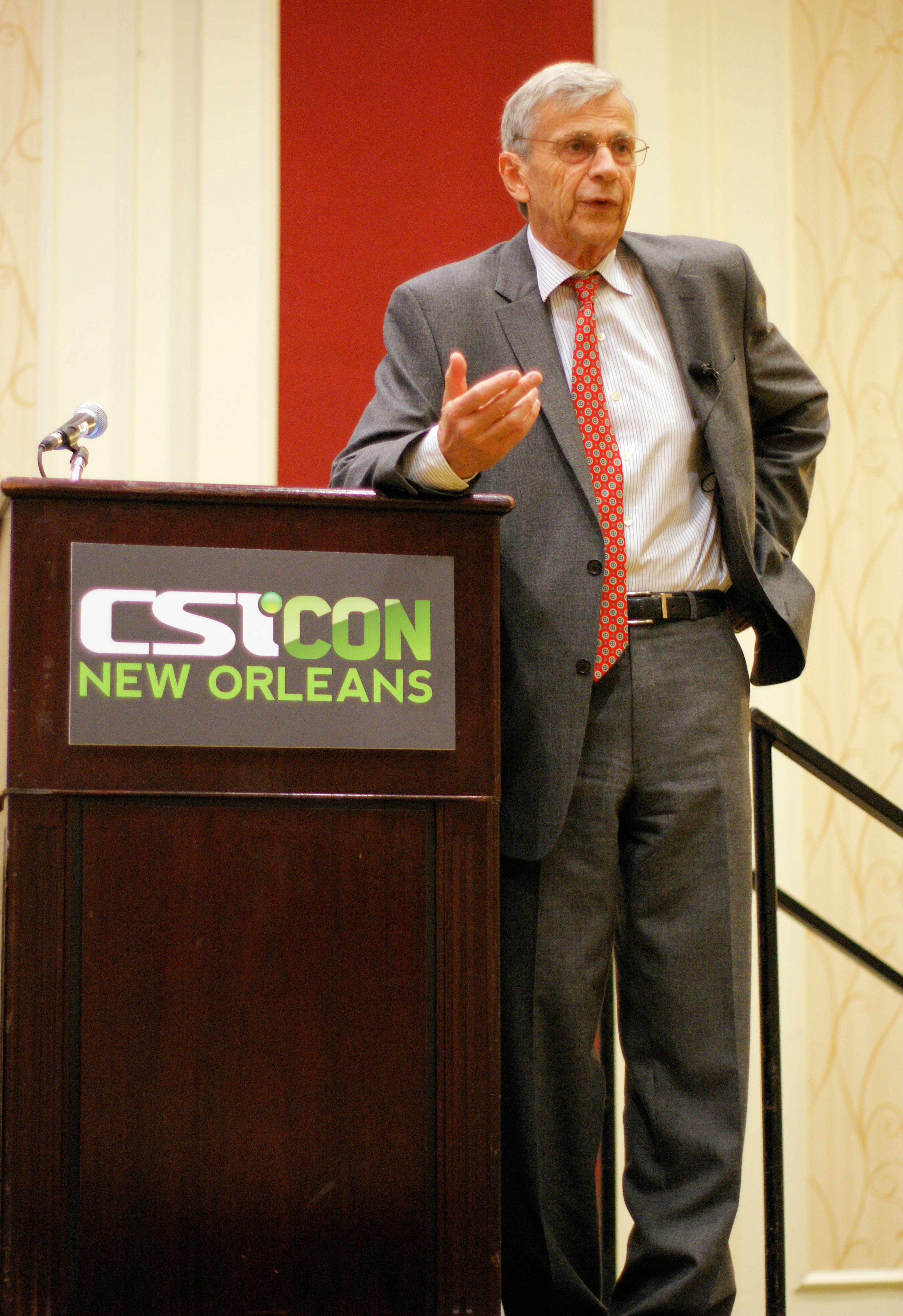
William Bruce Davis als Teilnehmer der CSIConference 2011

William Bruce Davis (* 13. Januar 1938 in Toronto, Ontario) ist ein kanadischer Schauspieler, der vor allem durch seine Rolle als „Raucher“ in der Fernsehserie Akte X – Die unheimlichen Fälle des FBI bekannt wurde.

## Leben und Werk
Seine erste Erfahrung auf der Bühne und im Radio machte Davis im Alter von 11 Jahren. 1959 machte er seinen Bachelor-Abschluss in Philosophie an der University of Toronto. Er lernte an der London Academy of Music and Dramatic Art und arbeitete mehrere Jahre als Regisseur in britischen Repertoiretheater. Am Royal National Theatre arbeitete er unter anderen zusammen mit den Schauspielern Maggie Smith, Laurence Olivier und Albert Finney.
Später arbeitete Davis in Kanada an der National Theatre School sowie als Regisseur in verschiedenen regionalen Theatern.
In den 1970ern begann er wieder mit der Arbeit als Schauspieler. 1989 gründete er mit dem William Davis Centre for Actors Study in Vancouver seine eigene Schauspielschule. Davis hatte Auftritte in zahlreichen Filmen und Fernsehserien, darunter in Strandpiraten, 21 Jump Street, Wiseguy, MacGyver,  Der Polizeichef, Outer Limits, Smallville, Stargate – Kommando SG-1, Supernatural und Continuum.
Seine berühmteste Rolle ist die des geheimnisvollen Kettenrauchers, auch „Krebskandidat“ bzw. „Raucher“ („Cancer Man“ im englischen Original) genannt, in der Fernsehserie Akte X – Die unheimlichen Fälle des FBI von 1993 bis 2002 sowie 2016. Privat gewöhnte sich Davis in den 1970er Jahren das Rauchen ab und nutzte seine Bekanntheit durch die Serie zur Unterstützung von Anti-Raucher-Kampagnen der Canadian Cancer Society. Für die Dreharbeiten zu Akte X rauchte er Kräuterzigaretten. Als überzeugter Skeptiker spielte Davis schon früh mit dem Gedanken, sich aus der Serie zurückzuziehen. Seine Bedenken wurden vor allem durch Richard Dawkins verstärkt, ein Idol von Davis, der Akte X wiederholt öffentlich vorwarf, den Glauben an das Paranormale zu fördern. Schließlich gelangte Davis aber zu der Überzeugung, dass es keine Belege für diese Behauptung gibt.
Davis ist Atheist und in der Skeptikerbewegung aktiv. In Vorträgen macht er besonders auf die Bedrohung durch die Globale Erwärmung aufmerksam. Er ist verheiratet und hat zwei Töchter aus einer früheren Ehe. Als passionierter Wasserskier gewann er bereits die kanadische Meisterschaft in der Altersgruppe der 65- bis 70-Jährigen.
2011 veröffentlichte er seine Autobiografie. Der Titel Where There's Smoke...: Musings of a Cigarette Smoking Man spielt auf die gleichnamige Akte-X-Folge der vierten Staffel an, die in der deutschen Synchronisation Gedanken des geheimnisvollen Rauchers hieß und sich mit der Hintergrundgeschichte von Davis’ Seriencharakter befasst.

## Filmografie (Auswahl)
- 1983: Dead Zone (The Dead Zone)
- 1987–1991: 21 Jump Street – Tatort Klassenzimmer (21 Jump Street, Fernsehserie, 3 Folgen)
- 1989: Kuck mal, wer da spricht! (Look Who’s Talking)
- 1990: Stephen Kings Es (Stephen King’s It)
- 1991: MacGyver (Fernsehserie, Folge 6x20, Der schwarze Strom)
- 1993–2002, 2016–2018: Akte X – Die unheimlichen Fälle des FBI (The X Files, Fernsehserie, 40 Folgen)
- 1996: Poltergeist – Die unheimliche Macht (Poltergeist: The Legacy, Fernsehserie, Folge 1x11)
- 1995–2001: Outer Limits – Die unbekannte Dimension (The Outer Limits, Fernsehserie, 3 Folgen)
- 1998: Akte X – Der Film (The X-Files)
- 2000: Killing Moon
- 2001:  Neben der Spur (Out of Line)
- 2001: Andromeda (Fernsehserie, Folge 2x04)
- 2002–2003: Smallville (Fernsehserie, 2 Folgen)
- 2002: Das Denver-Attentat (Aftermath)
- 2002: Saint Sinner
- 2004: Snakehead Terror
- 2005–2006: Stargate – Kommando SG-1 (Fernsehserie, 2 Folgen)
- 2005: Agent Max (Max Rules)
- 2006: Supernatural (Fernsehserie, Folge 1x11)
- 2006: Der dunkle Sturm (Dark Storm)
- 2007: The Messengers
- 2007: Nur die Liebe hilft (Numb)
- 2008: Fear Itself (Fernsehserie) (Folge 1x04)
- 2008: Passengers
- 2009: Damage
- 2009: Dark Legends – Neugier kann tödlich sein (The Shortcut)
- 2009: Frozen – Etwas hat überlebt (The Thaw)
- 2011: Behemoth – Monster aus der Tiefe (Behemoth)
- 2012: The Tall Man – Angst hat viele Gesichter (The Tall Man)
- 2012: The Package – Killer Games (The Package)
- 2012–2014: Continuum (Fernsehserie, 7 Folgen)
- 2013: Singularity Principle
- 2018: Bad Times at the El Royale
- 2020–2023: Upload (Fernsehserie, 15 Folgen)
- 2023: It’s a Wonderful Knife